# いて座矮小不規則銀河

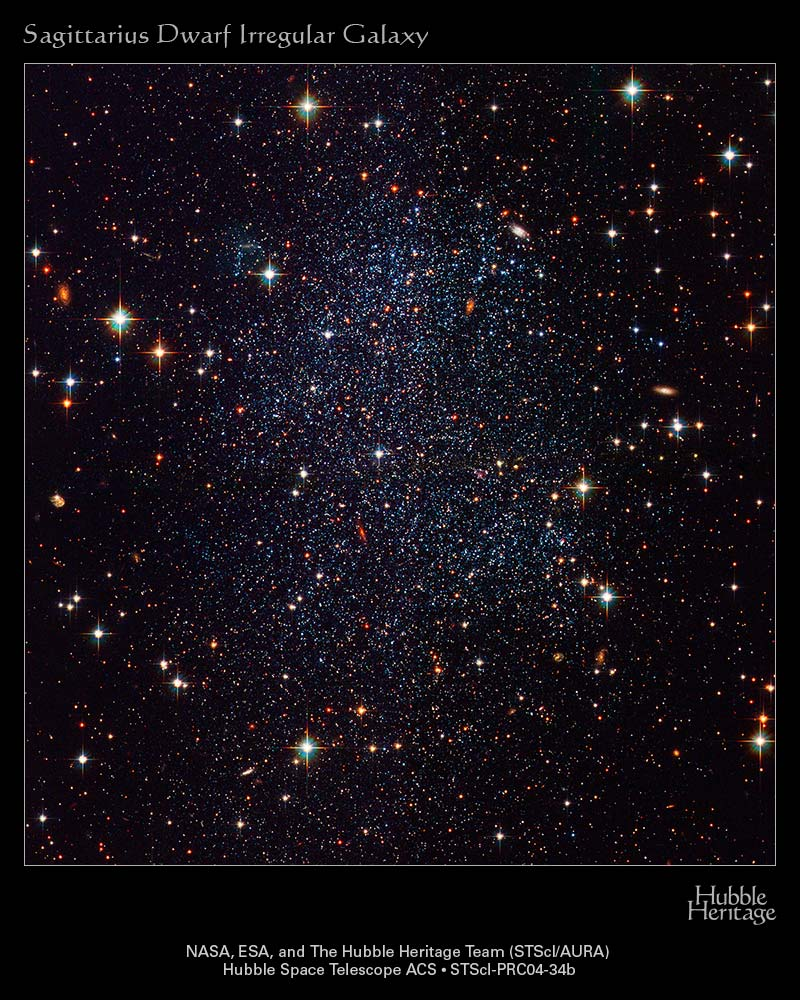
ハッブル宇宙望遠鏡が撮影したいて座矮小不規則銀河

いて座矮小不規則銀河（いてざわいしょうふきそくぎんが、Sagittarius Dwarf Irregular Galaxy, SagDIG）は局所銀河群に属する矮小銀河である。地球から約400万光年の距離にある。
同じ局所銀河群に属するいて座矮小楕円銀河 (Sagittarius Dwarf Elliptical Galaxy, SagDEG) とは別の銀河である。こちらは地球から約70,000光年の距離にあり、銀河系を周回する伴銀河である。